# 細渕一男
細渕 一男（ほそぶち かずお、1935年（昭和10年）8月16日 - 2024年（令和6年）11月15日）は、日本の政治家。元東京都東村山市長（3期）。

## 経歴
東京府北多摩郡東村山村（のち東村山町、現・東村山市）生まれ。東京都立小金井高等学校卒。会社社長、市商工会長、青年会議所副理事長、ロータリークラブ会長（1989年〈平成元年〉～1990年〈平成2年〉）、市総合計画審議会委員を経て、1995年〈平成7年〉の市長選挙に立候補し、初当選する。1999年〈平成11年〉に再選、2003年〈平成15年〉に三選した。2006年〈平成18年〉5月から2007年〈平成19年〉4月まで東京都市長会会長。市長は3期務め、2007年〈平成19年〉に退任した。東村山市国際友好協会会長、同顧問。ロータリークラブ名誉会員。
2024年〈令和6年〉11月15日、死去した。89歳没。死没日付をもって従五位に叙された。